# Titanebo
Titanebo là một chi nhện trong họ Philodromidae.